# Morro Redondo
Morro Redondo egy község (município) Brazíliában, Rio Grande do Sul államban. 2022-ben népességét 6046 főre becsülték.

## Története
Az első európaiak portugál családok voltak, akik a ma Passo do Valdez néven ismert vidék királyi földadományait (sesmarias) foglalták el. 1875-től olasz bevándorlók telepedtek le Afonso Pena földbirtokos felosztott földjein, 1886-tól pedig német és pomerániai telepesek José Domingos de Almeida földjein. A német gyarmatosítási folyamat 1892-ig tartott. A Morro Redondo (kerek domb) elnevezés a mai település területén található magaslattól származik. 1959-ben Pelotas kerületévé nyilvánították, majd 1988-ban függetlenedett és 1989-ben önálló községgé alakult.

## Leírása
Székhelye Morro Redondo, további kerületei nincsenek. Mérsékelt éghajlat jellemzi, a községközpont tengerszint feletti magassága 245 méter, távolsága közúton Porto Alegretől 289 kilométer, Pelotastól 38 kilométer. A városban túlnyomórészt német és portugál gyarmati stílusjegyek uralkodnak, akárcsak az állam déli részén található vidéki régió többi kisvárosában.